# ثورة سلاح بنادق بنغلاديش
كانت ثورة سلاح بنادق بنغلاديش تمردٌ نُظم في 25 و26 فبراير عام 2009 في مدينة دكا على يد قسمٍ من سلاح بنادق بنغلاديش (بي دي آر)، وهي قوة شبه عسكرية مهمتها الأساسية حراسة حدود بنغلاديش. استولى جنود بي دي آر المتمردون على مقر بي دي آر في بيلخانا، مما أسفر عن مقتل مدير بي دي آر شكيل أحمد مع 56 ضابط آخر من ضباط الجيش و17 مدنيًا. أطلقوا النار على المدنيين أيضًا، واحتجزوا العديد من ضباطهم وعائلاتهم كرهائن، وخربوا الممتلكات وسلبوا المقتنيات الثمينة. بحلول اليوم الثاني، امتدت الاضطرابات إلى 12 بلدة ومدينة أخرى. انتهى التمرد حين سلم المتمردون أسلحتهم وأطلقوا سراح الرهائن بعد سلسلة من المناقشات والمفاوضات مع الحكومة.
في 5 نوفمبر 2013، حكمت محكمة دكا الجنائية الكبرى على 152 شخصًا بالإعدام وعلى 161 بالسجن المؤبد؛ تلقى 256 شخصًا آخرًا أحكامًا تراوحت بين 3 و10 سنوات لتورطهم في التمرد. برأت المحكمة أيضًا 277 متهم. أُدينت هذه المحاكمات بوصفها محاكمات جماعية غير عادلة وأنها لم توفر إمكانية الحصول على المحامين في الوقت المناسب و«بدت وكأنها مقصودة لتُشبع رغبةً بالانتقام الوحشي»، حسب وصف منظمة هيومن رايتس ووتش (منظمة مراقبة حقوق الإنسان) ومنظمة العفو الدولية ومفوضية الأمم المتحدة لحقوق الإنسان.

## اليوم الأول
بدأ التمرد في اليوم الثاني من احتفالية «أسبوع بي دي آر» السنوية، والتي افتتحتها رئيسة الوزراء الشيخة حسينة في وقت سابق. مع بدء الجلسة في قاعة «دار دربار»، تحدث عدد من الجنود ضد ضباطٍ من الجيش برتب أعلى، وذلك حين كان المدير العام لسلاح بنادق بنغلاديش اللواء شكيل أحمد يلقي كلمة. طالبوا بإقالة مسؤولي الجيش من قيادة بي دي آر وتساوي حقوق جميع جنود بي دي آر. سرعان ما أخذوا المدير العام وغيره من كبار المسؤولين كرهائن داخل القاعة، وأطلقوا النار عليهم لاحقًا. جهزوا أيضًا أسلحة ثقيلة عند بوابات المدخل الرئيسي للمقر. تحرك جيش بنغلاديش وشغل مواقع مركزية في محيط مقر بي دي آر.
قُتل المدير العام لبي دي آر، شكيل أحمد، في وقت مبكر من اليوم الأول للتمرد، إلى جانب عشرات القادة الكبار الآخرين في بي دي آر، وذلك عندما هاجم المتمردون مساكن الضباط وقتلوا أحمد. داهموا أيضًا منزل أحمد ونهبوا المقتنيات الثمينة. إضافة إلى ذلك، قُتل ما لا يقل عن ستة مدنيين، بينهم صبي، أثناء تبادل إطلاق النار.
عرضت رئيسة الوزراء الشيخة حسينة في 25 فبراير على المتمردين عفوًا عامًا باستثناء المتورطين في قتل ضباط الجيش والنهب وجرائم أخرى ضد الدولة.
كان المتمردون قد قدموا طلبًا من 22 بندًا، من بينهم سحب ضباط الجيش النظامي المنتدبين إلى دي بي آر. أرادوا، عوضًا عن ذلك، ترقية رتب أعضاء بي دي آر الأصليين. طالبوا باختيار مسؤوليهم على أساس اختبار الخدمة المدنية في بنغلاديش. أثناء حديثهم إلى شبكات التلفاز الخاصة، زعم جنود بي دي آر أن كبار المسؤولين في بي دي آر متورطون في مؤامرة، متهمين ضباط الجيش باختلاس حوافز أجور الجنود من العملية دال بات ومن مهام إضافية في الانتخابات العامة التي أُجريت في 29 ديسمبر 2008. كانت عملية دال بات برنامج رعاية أدارته بي دي آر لتأمين الأرز وغيره من المستلزمات اليومية للفقراء. شملت المطالب الأخرى حصة إعاشة بنسبة 100% (أي حصة كاملة دون اقتطاع)، وإدخال جنود بي دي آر في بعثات حفظ السلام وتحسين الرفاهية العامة لأعضاء بي دي آر.

## اليوم الثاني
أقنعت وزيرة الداخلية صحارى خاتون بعض المتمردين بالتخلي عن أسلحتهم مؤكدة لهم بأن الجيش لن يدخل إلى مقر بي دي آر. نتيجة لذلك، بدأ المتمردون في تسليم أسلحتهم وإطلاق سراح الرهائن. لكن، في الوقت الذي كانت تجري فيه هذه الأحداث في دكا، بدأ أعضاء آخرون من بي دي آر بعمليات تمرد في 12 بلدة ومدينة أخرى. أُبلغ عن عمليات القتال الاستحواذ على يد بي دي آر في مدينة شيتاغونغ ومنطقة فيني وعلى الحدود الشرقية مع الهند ومدينة راجشاهي في الشمال الغربي وسيلهيت في الشمال.
بحلول 26 فبراير، أفادت التقارير بأن البؤر الاستيطانية في أكثر من 46 موقعًا قد أظهرت بوادر حدوث اضطراب كبير. ادعى جنود بي دي آر بأنهم تولوا قيادة حامية بي دي آر في جيسور بالإضافة إلى منشآت مهمة لسلاح البنادق في ساتخيرا وديناجبور وناوغاون ونيتروكونا. أُحضرت دبابات الجيش وناقلات الجنود المدرعة حين اتخذ الجيش مواقعه، لكنه لم يتمكن من التحرك إذ كان الضباط محتجزين كرهائن. احتوى مقر بي دي آر على أسلحة ثقيلة بداخله وكانت تحت سيطرة المتمردين. كان الجيش يستعد لهجوم نهائي مع تجول الدبابات في شوارع دكا. كان المظليون والقوات الخاصة جاهزين، لكن رئيسة الوزراء حاولت حل القضية دون وقوع ضحايا.
وفقًا لوسائل الإعلام، بدأ عناصر بي دي آر بتسليم أسلحتهم مرة أخرى بعد أن خاطبت رئيسة الوزراء الأمة وأعادت التأكيد على مجندي بي دي آر بأنه لن يُتحذ أي إجراء ضدهم. لكنها حذرت أيضًا المتمردين من اتخاذ «إجراءات صارمة» إن لم يلقوا أسلحتهم على الفور ويوقفوا كل الأعمال العدائية. بعد خطاب الشيخة حسينة، نشر الجيش دباباته أمام مقرات بي دي آر. بعد ذلك، سلم المتمردون أسلحتهم كما شرح المتحدث الإعلامي لرئيسة الوزراء. عقب الاستسلام، استولت كتيبة الشرطة المسلحة على مقرات بي دي آر.

## اليوم الثالث
في 27 فبراير، قُبض على نحو 200 متمرد أثناء محاولتهم الفرار من مقرهم في بيلخانا بملابس مدنية. دخلت دبابات الجيش والقوات مقر بي دي آر. أكدت وزيرة الداخلية صحارى خاتون أن الجيش دخل تحت إشراف وزارة الداخلية. قالت أيضًا أنه أُبقي على موظفي بي دي آر في مكان آمن داخل المقر وأن الجيش قد دخل للمساعدة في عمليات الإنقاذ والبحث. تجولت دبابات الجيش البنغلاديشي في جميع أنحاء دكا في استعراض للقوة، مما أقنع المتمردين الباقيين بإلقاء أسلحتهم والاستسلام. لم يتضح وقتها ما إن أُحبط التمرد في 12 قاعدة على الأقل من قواعد بي دي آر خارج دكا. مع استمرار عمليات البحث عن المفقودين داخل المقرات، عُثر على 42 جثة أخرى واعتُقد خطًا أن أكثر من 130 ضابطًا من ضباط الجيش النظامي قد قُتلوا على أيدي المتمردين. حتى 27 فبراير، ارتفع العدد الرسمي للقتلى إلى 54. عُثر على جثة قائد بي دي آر اللواء شكيل أحمد بين 41 جثة تعود لمسؤولين آخرين في الجيش. عُثر على 42 ضابط مدفون داخل حفرة بعمق سبعة أقدام. كانت بعض الجثث ملقاة في أنفاق التصريف. كان هناك 52 جثة تعود لضباط الجيش من بين 58 جثة عُثر عليها. اعتبارًا من 27 فبراير، أعلنت الحكومة فترة الحداد الوطني لمدة ثلاثة أيام.

## اليوم الرابع
عُثر على جثة زوجة رئيس بي دي آر بعد العثور على ثلاثة مقابر جماعية أخرى. كانت العديد من الجثث متحللة بشكل بالغ وكان من الصعب التعرف عليها. أعلنت المخابرات العسكرية أن عدد الجثث في عملية تمرد مقرات بي دي آر قد بلغ 63، في حين لا زال 72 ضابطًا من الجيش في عداد المفقودين. من بين الجثث الثلاث والستين، جرى التعرف على 47 جثة. أجل الجيش تشييع القتلى لحين العثور على جميع الجثث. نجا 31 ضابط منتدب إلى القوات شبه العسكرية من التمرد.
قال مدير بي دي آر المُعين حديثًا، اللواء موينول حسين، أن مهمتهم المباشرة ستكون «استرداد هيكل القيادة» لهذه القوة شبه العسكرية.
وقال الفريق إم. إيه. موبين، نائب قائد الجيش، أن القتلة سيعاقبون. وقال في خطاب متلفز أن «من شارك من قوات بي دي آر في هذه الأعمال الوحشية والمروعة لا يمكن العفو عنه ولن يُعف عنه».
طُلب من أعضاء سلاح بنادق بنغلاديش (بي دي آر) الذين كانوا غائبين عن أماكن عملهم دون أخذ إجازة أو إذن بعد التمرد الحضور إلى مقر بي دي آر أو أقرب مقر فرعي أو مقر كتيبة أو مركز شرطة في غضون 24 ساعة، ولكن لم يستجب إلا نحو 100 شخص فقط.